# Семёновская (Бабаевский район)
Семёновская — деревня в Бабаевском районе Вологодской области.
Входит в состав Борисовского сельского поселения (с 1 января 2006 года по 13 апреля 2009 года входила в Новолукинское сельское поселение), с точки зрения административно-территориального деления — в Новолукинский сельсовет.
Расстояние до районного центра Бабаево по автодороге — 77 км, до центра муниципального образования села Борисово-Судское  по прямой — 9 км. Ближайшие населённые пункты — Пустошка, Сидорово, Сумароково.
По переписи 2002 года население — 5 человек.